# 80184 Hekigoto
80184 Hekigoto è un asteroide della fascia principale. Scoperto nel 1999, presenta un'orbita caratterizzata da un semiasse maggiore pari a 2,2456657 UA e da un'eccentricità di 0,0516227, inclinata di 2,84585° rispetto all'eclittica.